# Amalia de Nassau-Dietz (1655-1695)
Amalia de Nassau-Dietz (La Haya, 25 de noviembre de 1655 - Allstedt, 16 de febrero de 1695) era hija de Guillermo Federico de Nassau-Dietz y Albertina Inés van Nassau.
El 9 de enero de 1656 fue bautizada en el Kloosterkerk en Lange Voorhout en La Haya. 
Amalia se casó el 28 de septiembre de 1690 en la finca Oranjewoud de su madre con el duque Juan Guillermo III de Sajonia-Eisenach (1666-1729).  En la misma finca, Amalia dio a luz un año después a su único hijo, Guillermo Enrique de Sajonia-Eisenach (1691-1741), quien sucedería a su padre como soberano de Sajonia-Eisenach.  Cuando Amalia de Nassau-Dietz murió en Allstedt en Sajonia, ella tenía solo treinta y nueve años. El duque Juan Guillermo se volvería a casar tres veces más después de su muerte.

- Datos: Q528613
- Multimedia: Amalia of Nassau-Dietz, Duchess of Saxe-Eisenach / Q528613